# Constantin Le Roux
Pour les articles homonymes, voir Le Roux et Leroux.
Constantin Le Roux, ou Constantin Leroux, né le 20 septembre 1850 à Montmartre (Seine) et mort le 15 novembre 1909 à Conches-en-Ouche (Eure), est un peintre français.

## Biographie
Constantin Joseph Leroux nait rue Belhomme à Montmartre, de François Constantin Leroux, marchand de vins, et de Jeanne Courcelle.
Il expose au Salon de 1884 à 1908 et devient membre de la Société des artistes français en 1890. Il y obtient une mention honorable en 1891 et une médaille de troisième classe en 1892.
Peintre pastelliste, il installe son atelier à Carolles.
En 1902, une exposition lui est consacrée au Collège d’esthétique moderne, 17 rue de La Rochefoucauld à Paris.
Dans la nuit du 26 au 27 décembre 1908, un incendie détruit la maison du peintre emportant plusieurs tableaux.
Il meurt célibataire à Conches-en-Ouche à l'âge de 59 ans.

## Œuvres dans les collections publiques
- Châtellerault, Musée d'art et d'industrie : Une Histoire[9]
- Pau, Musée des Beaux-Arts : Paysanne bretonne[10]
- Saint-Calais, Bibliothèque-Musée : Les Crêpes en Bretagne[11]

## Œuvres exposées aux Salons parisiens
- Intérieur de cuisine, au Salon de 1884
- Le bon cidre, au Salon de 1884
- Un jour de Fête-Dieu, au Salon de 1887
- Jeanne et sa mère, au Salon de 1889
- Paysans bas-normands, au Salon de 1890
- A la cuisine, au Salon de 1891
- Au coin du feu, au Salon de 1891
- Fille normande à l’œillet, au Salon de 1892
- La lecture, au Salon de 1892
- La dévideuse d'écheveau, au Salon de 1893
- Les crêpes en Bretagne, au Salon de 1893
- Récit douloureux, au Salon de 1894
- La toilette, au Salon de 1894
- Le chanvre, au Salon de 1895
- Le ménage, au Salon de 1895
- Travaux de la ferme ; le nettoyage du grain, au Salon de 1896
- Portrait de M. C., au Salon de 1896
- La bûche de Noël, au Salon de 1897
- Après la fenaison, au Salon de 1898
- Maternité, au Salon de 1898
- Glaneuse, au Salon de 1899, dessin
- Ramasseurs de pommes de terre, au Salon de 1899, dessin
- Une histoire, au Salon de 1899
- La bouillie de sarrasin, au Salon de 1900
- Vaneuses, au Salon de 1901
- Portrait de Mlle Jeanne Thiébaut, au Salon de 1902, pastel
- Le chauffage du four ; Basse-Normandie, au Salon de 1903
- Dans la dune, au Salon de 1904, pastel
- Maternité, au Salon de 1904
- Paysan philosophe, au Salon de 1904
- La petite ménagère, au Salon de 1905
- Assemblée à Carolles (Basse-Normandie), au Salon de 1908